# Salceson

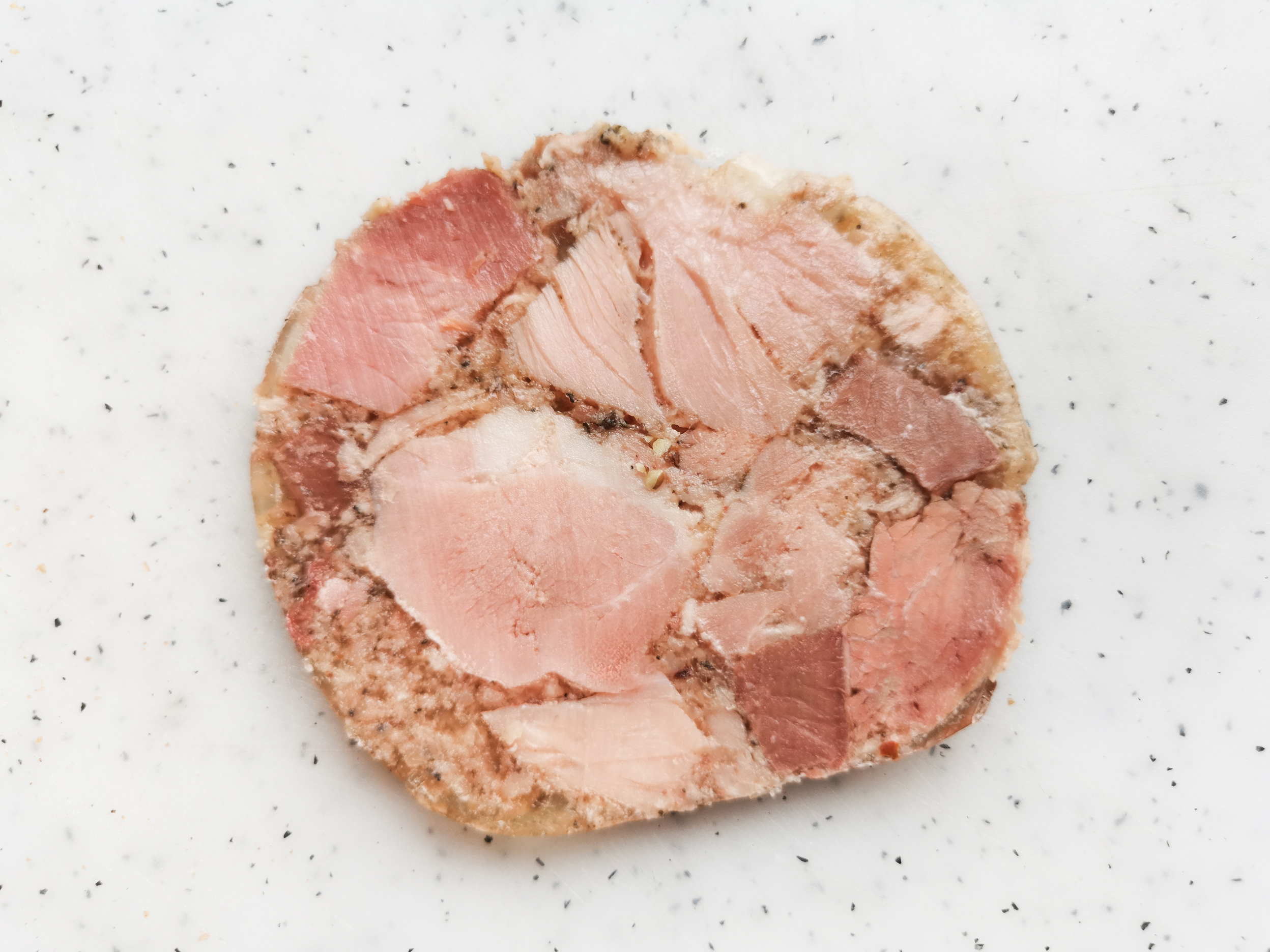
Salceson

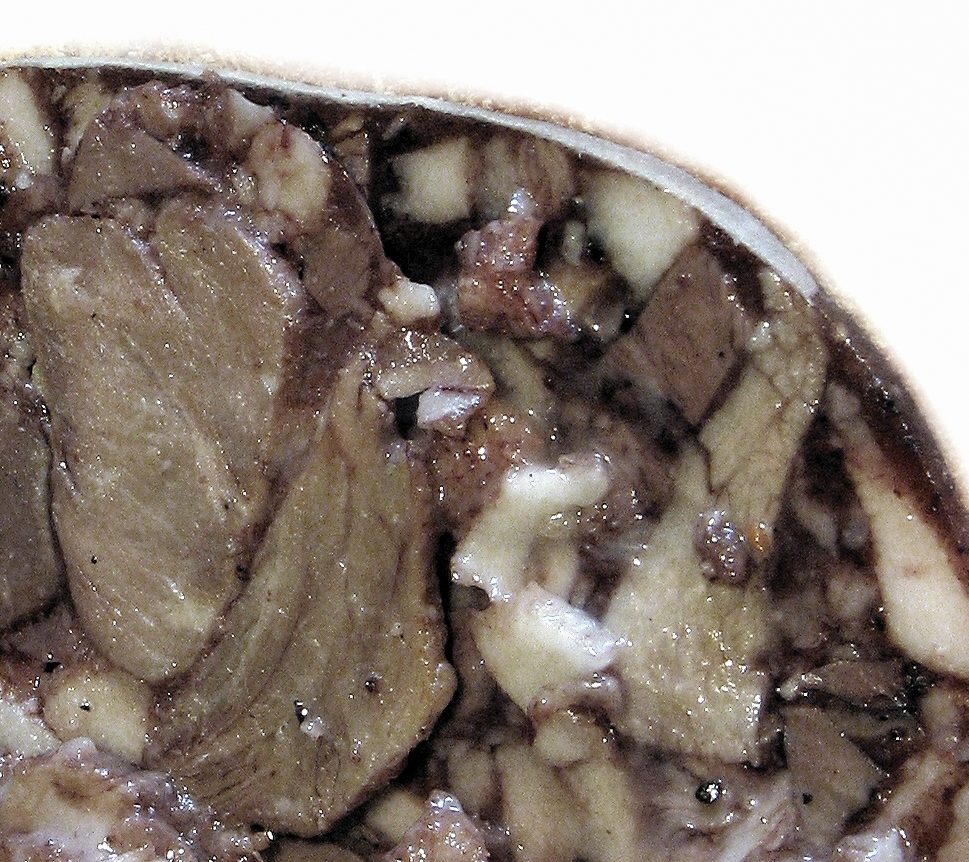
Salceson czarny

Salceson é um tipo de carne encontrado na cozinha polonesa e outras cozinhas de países eslavos (ucraniana, bielorrussa, tcheca e eslovaca). Existem diversas variedades de salceson com ingredientes variados.

## Variedades
- Preta: com sangue
- Branca: com carnes temperadas, sem sangue;
- Ozorkowy (língua): onde o principal componente de carne é língua[1][3]